# كريستي موراي (مؤلفة)
كريستي موراي (بالإنجليزية: Kirsty Murray)‏ (21 نوفمبر 1960، ملبورن في أستراليا)؛ كاتِبة متخصّصة في أدب الأطفال وروائية أسترالية.